# 泰勒·強森 (音樂家)
泰勒·強森，亦稱為泰勒·山姆·強森，是美國音樂製作人、詞曲作家和歌手唱。他在2012年，因參與泰勒·斯威夫特專輯獲得葛萊美獎提名，隔年又因參與紅髮艾德的《X》獲得第2次提名。